# هانس-یوآخیم رسکه
هانس-یوآخیم رسکه (آلمانی: Hans-Joachim Reske؛ زادهٔ ۹ آوریل ۱۹۴۰) دونده اهل آلمان است.
وی در مسابقات کشوری و بین‌المللی در مجموع برندهٔ ۱ مدال طلا، ۱ مدال نقره، ۱ مدال برنز شده‌است.